# Ochthebius perkinsi
Ochthebius perkinsi är en skalbaggsart som beskrevs av Pankow 1986. Ochthebius perkinsi ingår i släktet Ochthebius och familjen vattenbrynsbaggar. Inga underarter finns listade i Catalogue of Life.